# Chionochloa ovata
Chionochloa ovata là một loài thực vật có hoa trong họ Hòa thảo. Loài này được (Buchanan) Zotov mô tả khoa học đầu tiên năm 1963.